# 앨런 뉴얼
앨런 뉴얼(Allen Newell, 1927년 3월 19일 - 1992년 7월 19일)은 초기의 인공지능 연구자이다. 컴퓨터 과학 및 인지심리학의 연구자이며, 랜드 연구소와 카네기멜론 대학교의 컴퓨터 과학과와 비즈니스 스쿨에서 근무했다. 허버트 사이먼과 함께 개발한 정보처리언어 (1956)와 두 가지 초기 인공지능 프로그램인 1956년의 논리 이론가(Logic Theorist), 1957년의 일반 문제 해결자(General Problem Sovler)로 잘 알려져있다. 1975년, 인공지능과 인지심리학의 기초를 쌓은 공헌을 인정받아 허버트 사이먼과 함께 튜링상을 받았다.

## 초기 연구
1949년, 스탠퍼드 대학교에서 학사학위를 받았다. 프린스턴 대학에 진학해 1949년부터 1950년까지 수학을 공부했다.게임이론이라는 새로운 영역을 만나, 자신이 순수수학보다도 실험과 이론이 만나는 영역을 좋아한다라는 것을 발견했다. 그 후 프린스턴에서 샌타모니카의 랜드 연구소로 옮겨, 공군의 로지스틱 문제를 연구하는 그룹에 참가했다. 여기에서 조셉 크루스카이를 만나 조직이론의 모델과 조직이론의 공식화된 정밀한 개념에 대한 이론을 내놓는다. 그 후 카네기멜론 대학교에서 허버트 사이먼의 지도로 박사학위를 받는다.

## 그후의 업적
1973년 쏘아(Soar)라는 인지 아키텍처는 통합인지이론(1990)을 집필하는 과정에서 뉴얼이 구체화한 것이다. 뉴얼은 죽을 때까지 Soar의 개량에 힘썼다.